# Урочище Укерна
Урóчище «Укерна» (Укерня) — заповідне урочище в Українських Карпатах, в масиві Ґорґани. Розташоване за 15 км. на південний схід від села Мислівка Калуського району Івано-Франківської області. 

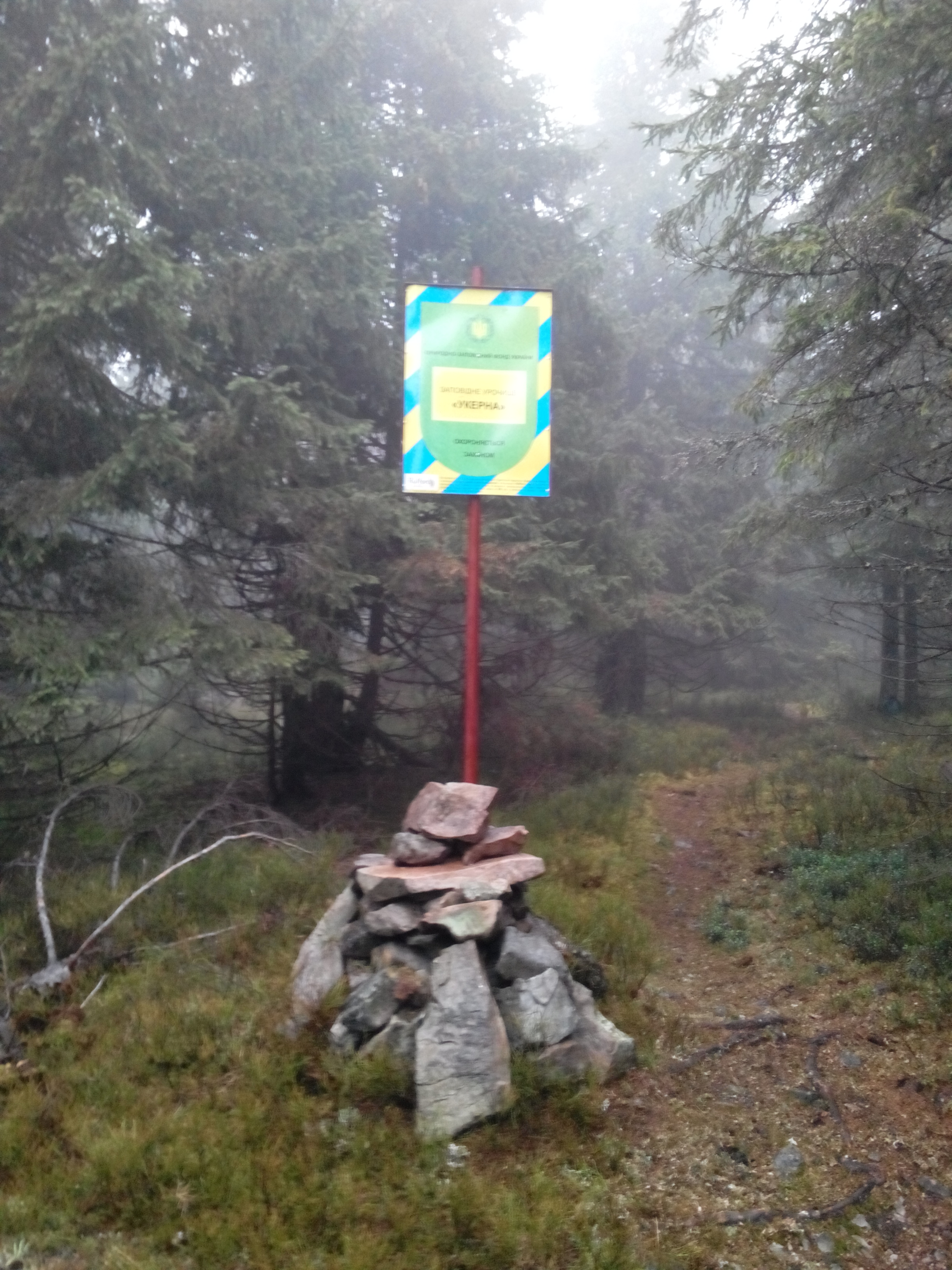
Охоронний знак з боку пол. Солотвинка (викрадено 2014 р.)

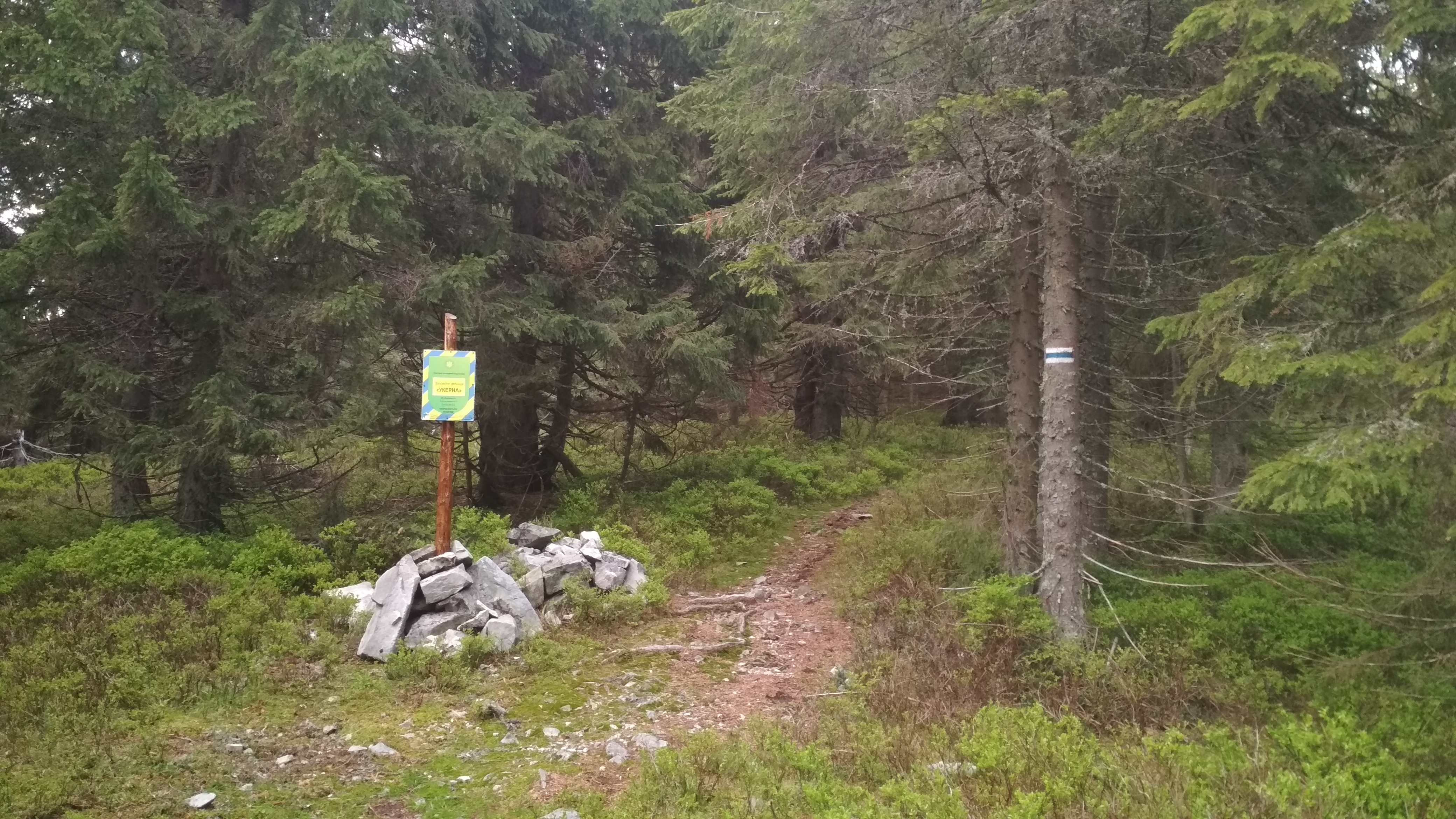
Новий замість викраденого (2019)

Площа 580,6 га. Створене 2004 року. Перебуває у віданні Свічівського лісництва ДП «Вигодське лісове господарство». 
Згідно лісовпорядкування 2010 р. під охороною знаходяться: кв. 23 (вид. 1-8), кв. 25 (вид. 1-29), кв. 27 (вид.1-11) та кв. кв. 31, 36 повністю. 
Урочище створене з метою збереження високогірних насаджень ялини звичайної, розташованих у зоні високогірних смерекових лісів з домішкою сосни гірської та поодиноких екземплярів кедра європейського, які зростають у верхній межі лісу (від 1100 до 1680 м. над р. м.), в районі гори Укерня, що на південь від гори Яйко-Ілемське. 
Трав'яний покрив — чорниця, брусниця, водянка, арніка гірська, щавель кінський, калган, плаун булавовидний та інші рідкісні рослини. Урочище є сприятливим місцем для відтворення мисливської фауни: оленя благородного, рисі, ведмедя бурого, куниці, білки, глухаря. 
Охоронні знаки встановлено Громадською організацією «Туристичне товариство «Карпатські стежки» в 2013 році у співпраці з ДП «Вигодське лісове господарство» за сприяння «Фундації Rufford Foundation».